# Domingos Jorge Velho (Benedito Calixto)
Domingos Jorge Velho é uma pintura a óleo, datada de 1903, feita pelo pintor Benedito Calixto. Ela retrata o bandeirante paulista Domingos Jorge Velho e, ao fundo, o lugar-tenente Antônio Fernandes Abreu. A tela foi uma das encomendas do governo do Estado de São Paulo para integrar o panteão do Museu Paulista, no bairro do Ipiranga, na capital.
O quadro foi produzido posteriormente à morte do bandeirante, em 1705, com base em depoimentos e textos históricos colhidos pelo pintor.
A pintura ganhou notoriedade por ter sido usada como modelo para os retratos subsequentes que foram encomendados pelo museu, principalmente quando passou a ser dirigido pelo historiador e biógrafo Afonso Taunay.

## Contexto
Benedito Calixto tornou-se sócio do Instituto Histórico e Geográfico de São Paulo (IHGSP) em 1895. Segundo Emerson Dionisio G. de Oliveira, a linha de estudos levada pelo grupo se direcionava aos mais realista, buscando conferir veracidade histórica a qualquer representação do evento. Um dos exemplos levantados pelo autor é da confecção da pintura Desembarque de Martim Afonso de Souza, de 1900, em que se empenhou em estudar todas as teorias de lugares pelos quais o navegador passou.

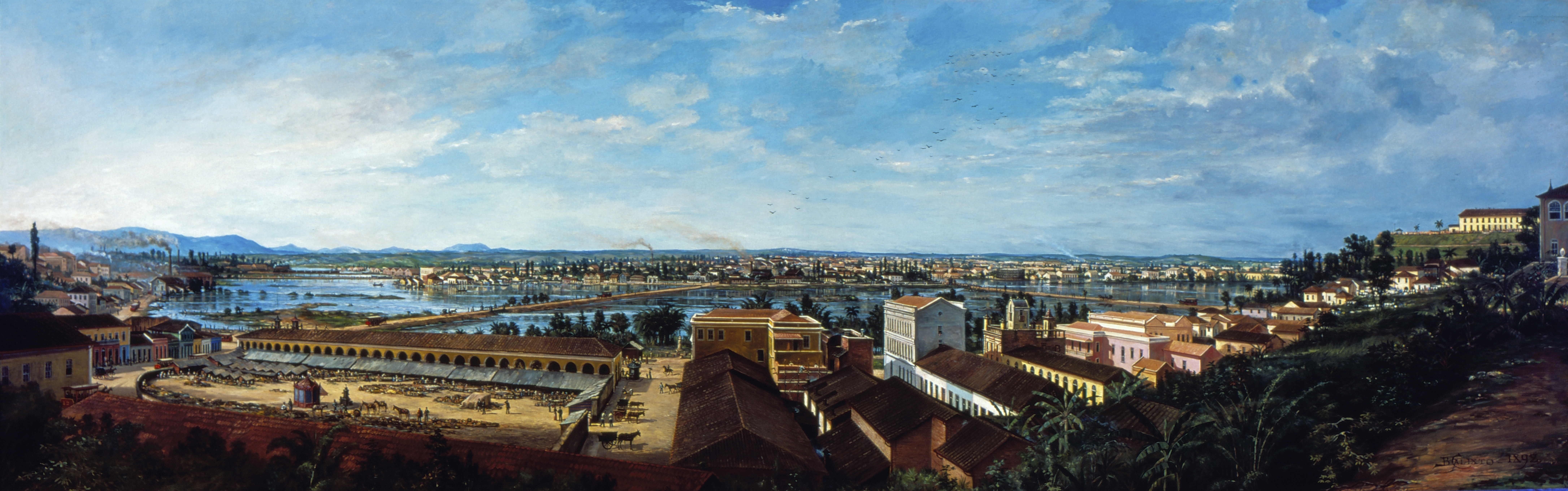
Inundação da Várzea do Carmo, 1892, Acervo do Museu Paulista da USP.

Nessa mesma época, já havia começado a contribuir para o acervo do Museu Paulista, ainda sob a gestão do alemão Hermann von Ihering. O primeiro quadro de sua autoria vendido ao museu, sob encomenda do Governo do Estado de São Paulo, encabeçado por Bernardino de Campos, foi Inundação da Várzea do Carmo, em 1892. Na época, foi pago uma quantia de 10 contos de réis (10:000$000), sob determinação da Lei Estadual n. 297/1894, o equivalente aproximado a R$ 1.230.000,00.
Com a reeleição de Bernardino de Campos como governador, e a transferência do cargo de secretário do Interior a Bento Bueno, há uma mudança do ritmo de compras do museu para novas obras, principalmente porque a verba destinada a ele é reduzida a pela metade, a gastos somente com empregados e manutenção.
Segundo Nery (2015), a indicação é que foi ele quem escolheu as figuras de duas novas encomendas a Benedito Calixto, sem aparente interferência do diretor do museu.
Eram elas um retrato do bandeirante Domingos Jorge Velho, acompanhado do lugar-tenente Antônio Fernandes de Abreu, e outro de Vicente da Costa Taques Góes e Aranha, sargento-mor de Itu. As duas foram entregues ao museu em 1903. Na Revista do Museu Paulista, não há indicação do valor pago por elas, uma vez que foram registradas como "presentes" do governo estadual ao museu.
O retrato de Jorge Velho tem grande importância para a história pois seria a primeira obra com temática bandeirante a fazer parte do acervo do Museu Paulista.
Segundo artigo de 1903 escrito pelo historiador Antônio de Toledo Piza, então diretor do IHGSP e do Arquivo Público do Estado de São Paulo, e publicado no jornal O Correio Paulistano, o motivo da empreitada seria para comemorar o "notável feito de armas do famoso sertanejo paulista". A tarefa, contudo, foi também acompanhada de extensa pesquisa.

### Domingos Jorge Velho
Domingos Jorge Velho nasceu em Santana do Parnaíba, na região da atual grande São Paulo, em 1631. A cidade de nascença também foi considerada, posteriormente, o epicentro do bandeirismo, tendo partido bandeiras de Fernão Dias Pais, Anhanguera, Bartolomeu Bueno, entre outros. Em uma árvore genealógica traçada por Castelo Branco (1990), a origem sertanista vem desde o avô, Simão Jorge Velho, seguida pelos pai e tio. Os três participaram da bandeira a Guaíra, no Paraná, em 1628.
Em 1640, há a restauração da independência do trono português, que desde 1580 era regido por um rei espanhol, Filipe II. No Brasil, há a suspensão do Tratado de Tordesilhas, e qualquer expansão de território passa a ser proibida ou não reconhecida pelo governo, como uma forma de proteção das terras espanholas. O resultado disso, depois da mudança de governo, é a volta da atividade bandeirante conquistadora de territórios, não mais somente de povos indígenas. No período, os holandeses também chegam ao Nordeste, e os bandeirantes paulistas partem para a defesa dos territórios nacionais.
Outro ponto levantado por Castelo Branco (1990) em seu livro é o conflito de Santana de Parnaíba com a igreja Católica. O motivo deriva de um conflito de interesses entre os bandeirantes, que aproveitavam a mão de obra de indígenas nas novas regiões e vilas, e o da igreja, que preferia incentivar a escravidão negra para desempenhar serviços pesados. Em 1640, os bandeirantes expulsam os jesuítas de São Paulo, ato do qual o tio homônimo de Jorge Velho também participa.
Não há registro exato de quando Jorge Velho começou a participar das entradas. Contudo, chega ao Piauí, e rebatiza o rio Poti, na divisa do estado com o Maranhão, de rio Parnaíba. Lá, ficou até 1687, quando foi contratado para a destruição de Palmares.

#### Quilombo de Palmares
Os quilombos eram formações no interior do Brasil de negros que fugiam de fazendas e engenhos nos quais se encontravam escravizados. As primeiras formações datam o século XVI, principalmente no Nordeste. No Alagoas, na região da serra da Barriga, se alastraram diversos quilombos que acabaram por formar o Quilombo dos Palmares.
Um dos primeiros conflitos foi uma empreitada dos holandeses em meados de 1644, sob liderança de Maurício de Nassau. Na época, foi estimado que 6 000 pessoas morassem na região. A expedição acabou por incendiar completamente a região, que foi gradualmente reconstruída por seus moradores ao longo das próximas décadas.
Entre 1654 e 1676, foram pelo menos 23 entradas feitas pelo governo de Pernambuco — ao qual pertencia as terras na época —, nenhuma com sucesso. Na segunda metade do século XVII, onze povoados formavam o quilombo. Ganga Zumba foi o primeiro grande líder da região, entre 1670 e 1687, quando foi acusado de colaborar para a coroa e acabou assassinado pelos locais. Posteriormente, quem assume é o seu sobrinho, Zumbi, que reinou até 1694.

#### Destruição
Domingos Jorge Velho é contratado pelo governo de Pernambuco para destruir o quilombo. O pedido acontece a partir do governador, João da Cunha Souto Maior, depois de o estado ter feito inúmeras investidas na região, nenhuma com sucesso. Com uma demorada negociação, foi concedida a autorização do governo, que cederia armas de fogo e munição, perdão geral dos crimes cometidos por membros da tropa, além das terras ocupadas pelos quilombolas, caso fossem derrotados. Caso houvesse prisioneiros, parte deles também seria de Jorge Velho.
Contudo, a saída foi atrasada devido a um surto de varíola e de febre amarela na região Norte do país. No ano de 1690, ainda param para a Guerra dos Bárbaros, contra os indígenas Cariris, revoltos da região de São Vicente. Do mesmo jeito que o Quilombo, estavam em resistência há anos e o bandeirante, junto de Matias da Cunha, foram contratados para a contenção do movimento. Mesmo com a morte de Cunha, Jorge Velho sagrou-se vitorioso.
Em 1691, ele renova o acordo com o Marquês de Montebelo, sucessor de Souto Maior no governo. No ano seguinte, o bandeirante vai a São Paulo para recrutar reforços para a empreitada, que acaba por acontecer finalmente em 1693. Segundo Taunay, formou uma tropa com 200 espingardeiros, mil arqueiros, e 84 bandeirantes.
As investidas contra Palmares começam com 45 brancos e cerca de 600 índios. Não há sucesso, então no final do ano, a estratégia adotada é o cerco do Quilombo. Ele dura 42 dias, quando já em 1694 e com reforços que somaram um exército de 3.000 homens, tenda mais uma investida. Na segunda e última, poucos dias depois, vence devido à falta de armas de fogo e munição dos quilombolas.
Jorge Velho retorna, então, às suas terras no Piauí. Não há registro exato de sua morte, mas em 1704, de acordo com escritos da esposa, Jerônima, já era falecido.

## Representação
Em busca da maior fidelidade às figuras e eventos representados, os artistas da época começavam a recorrer às fotografias como base. Benedito Calixto, por exemplo, recorreria a fotos de Militão Augusto de Azevedo, anos mais tarde, para pintar São Paulo sob encomenda de Taunay.
No caso de Domingos Jorge Velho, não houve tal possibilidade por não existir a tecnologia durante a sua vida. Portanto, o artista recorreu a textos e consultas para retratá-lo com maior êxito.
Uma das questões levantadas durante a sua pesquisa foi quanto à vestimenta do bandeirante. As opções existentes se opuseram quanto à formalidade de sua aparência — se, no retrato, deveria aparecer com vestimenta de mestre-de-campo, derivada do exército português, ou como um típico bandeirante, com camisa e calças de algodão, botas de cano alto e chapéu.
Por isso, procurou duas figuras que poderiam indicá-lo a representação mais adequada: o engenheiro Teodoro Sampaio e o advogado Washington Luís, que então atuava também como historiador. As cartas-resposta de ambos foram publicadas em 1903 em um artigo escrito pelo historiador Antônio de Toledo Piza, então presidente do IHGSP e do Arquivo Público do Estado de São Paulo.

Sampaio, mesmo afirmando que o fardamento completo não era um hábito dos bandeirantes, defende a proposta de representá-lo com a roupa. A sua defesa é pela memória ideal da figura:
Ora, não é de crer que Domingos Jorge Velho se apresentasse a batalhar com os seus mamelucos caracterizado como um mestre de campo. De certo, a parte decorativa equivalente ao seu posto militar não foi exibida na ação. [...] Num quadro histórico, porém, não há só a considerar a verdade ou realidade do fato; há também a parte propriamente artística ou de efeito estético, há a lição de coisas. Caracterizando o vulto de Domingos Jorge Velho como trajava qualquer sertanejo mais abastado ou "a bandeirante", não se conseguirá do quadro a demonstração ou a ideia que se tem em vista alcançar. É mister, portanto, sacrificar um tanto a realidade à ficção, no intuito de se conseguir maior força de expressão.
Por outro lado, Luís parte da situação em que o bandeirante estaria inserido para assegurar a veracidade da pintura:
Hoje parece-me muito difícil, senão impossível, determinar com exatidão se Domingos Jorge, na ocasião da tomada dos Palmares, vestia a farda de mestre de campo das tropas regulares portuguesas ou se trajava o vestuário clássico do sertanista de São Paulo [...] A julgar pelos feitos de que temos notícias, Domingos Jorge foi o tipo acabado do sertanista paulista [...] Por temperamento, pelos hábitos e educação, pelas próprias condições dessa guerra singular, Domingos Jorge não poderia estar vestido de sedas e veludos; não se distinguiria pelo fausto do vestuário, mas pela bravura, energia, tenacidade, resistência ao sofrimento, desprezo ao perigo. Ele deveria estar, sem dúvida, com o vestuário clássico do sertanista, do bandeirante, que, em resumo, é o tipo glorioso de São Paulo.
Outro argumento usado por ele foi a descrição das duas personagens feita no romance de 1885 Os Palmares, de Joaquim de Paula Souza. Por tais motivos, mais factuais, Calixto opta por seguir as indicações de Washington Luís.
No livro, Domingos Jorge Velho é descrito como "alto, robusto, de uma aparência imponente; tinha os cabelos ruivos, cortados rente, os olhos azuis, o rosto comprido, alvo, corado na pequena parte que não era coberta pelo espesso bigode, e comprida barba ruiva que lhe descia ao peito".
Quando lutou em Palmares, é deduzido que tivesse em torno de 70 anos, o “apogeu deu sua vida”. Além da indumentária bandeirante, levava uma “couraça contra flecha de índio, enorme facão pendente do cinturão em que as garruchas descansam nas bainhas de couro”.
Antônio Fernandes de Abreu, por sua vez, teria "meão de altura, pescoço curto e grosso, ombros largos, corpo reforçado; a cabeça era bem feita, a testa um tanto saliente, os olhos pequenos e vivos, os bigodes aparados".

### Retratística
Não houve nenhuma indicação específica de como deveria ser feito o retrato. Benedito Calixto, porém, partiu da cultura clássica francesa para basear a pintura. Uma provável origem de tal inspiração foi a viagem que o pintor fez à França para estudar, entre 1883 e 1884.
Para Carvalho e Lima (2012), a pose de Jorge Velho é “majestática”. Com uma das mãos na cintura e a outra apoiada na arma, ela pode ser comparada à empregada em pinturas de reis da dinastia Bourbon francesa, conforme inaugurado por Hyacinthe Rigaud no século XVIII com o retrato de Luís XIV.
Outra possível origem desse estilo é a pintura flamenga, como o retrato do rei inglês Carlos I por Antoon Van Dyck, de 1636.
A obra é composta em quatro planos. O bandeirante aparece no primeiro, à esquerda. No segundo plano, vem Antônio Fernandes de Abreu. Em terceiro e quarto, respectivamente, árvores e o contorno de uma serra. Não há delimitação de um evento em que os dois estivessem sendo retratados.

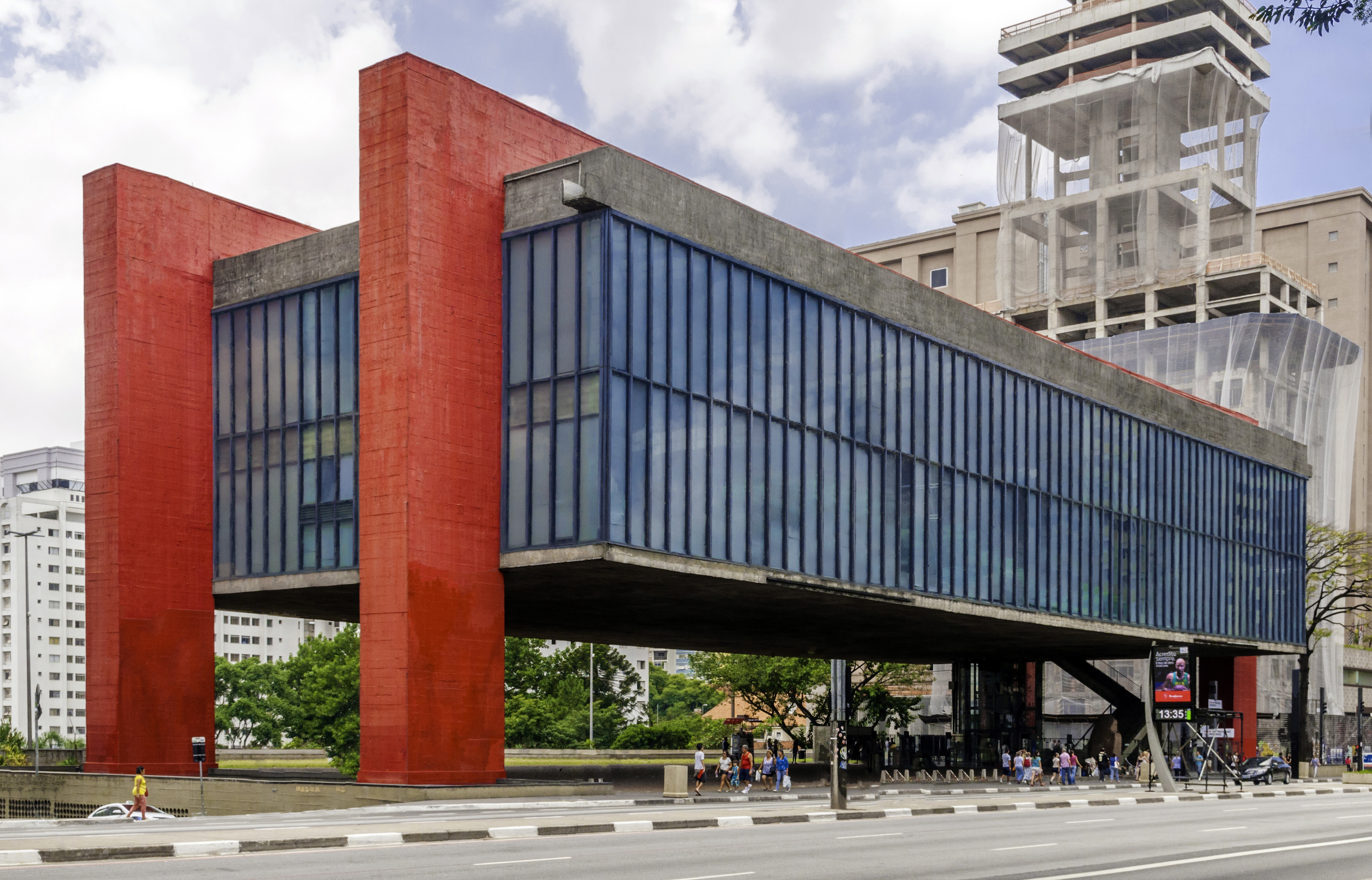
Museu de Arte de São Paulo

Esse efeito de destaque de Jorge Velho por estar à frente é comparado por Oliveira (2008) ao retrato do Conde-Duque de Olivares de Diego Velázquez, de 1660, hoje pertencente ao Museu de Arte de São Paulo (MASP).
De acordo com Marins (2007), o estilo foi usado para "conferir ao retratado a maior dignidade possível e maneira a evidenciar seu caráter altivo, atributo daquele que passava a ser compreendido como um dos heróis da saga histórica simultaneamente paulista e brasileira".
Na época, contudo, ele havia caído em desuso, já que as elites se espelhavam em novos modelos inspirados por Napoleão III, por exemplo. Ao recuperar o estilo, Calixto introduzia um aspecto “triunfalista e heroicizante” (Marins, 2007).

### Armamento
Houve, contudo, uma importante adaptação à estética da realeza no retrato de Jorge Velho. Marins (2007) diz que a masculinidade dos membros da elite em seus retratos era conferida às pernas à mostra, um gesto que era proibido às mulheres na época e que caiu em desuso nos séculos seguintes.

O modo encontrado por Calixto para substituir esses atributos foi dar aos retratados armas:
O bastão de comando converteu-se em arma de fogo e a couraça metálica na roupa “à bandeirante”. Já as botas de cano alto eram semelhantes àquelas encontráveis nesses retratos franceses. O cenário, ao ar livre, era também similar ao que se encontrava na grande maioria dos retratos europeus “em armadura”.

## Análise
Segundo Marins (2007), a opção por seguir a linha de retrato inspirado nos retratos franceses foi uma empreitada assumida por Taunay e Washington Luís. O IHGSP, sob a gestão dos dois, argumentava que a história brasileira só caminhava com a participação paulistana, caracterizada pela ação dos bandeirantes.
A proposta se opunha à visão do Instituto Histórico e Geográfico Brasileiro (IHGB), que entendia a história brasileira a partir da chegada da corte portuguesa no Rio de Janeiro.
Tal noção partia da elite paulista, que além de buscar novas vanguardas artísticas, buscava ao mesmo tempo firmar a sua origem histórico-social.
Parte desse movimento veio das atividades do instituto, que tomou para si a missão de difundir estudos da história de São Paulo. O legado disso seria, para Oliveira (2008), a visão de que os “paulistas se tornaram os desbravadores do território e, com isso, os precursores das ideias de liberdade, responsáveis pela independência política”.
Para Carvalho e Lima (2012), o primeiro ciclo de difusão e popularidade da imagem começa no próprio museu. O retrato passa a servir como modelo para encomendas subsequentes, feitas principalmente por Taunay durante a sua gestão, que começa em 1917.

Já o segundo momento seria nas décadas posteriores por meio dos livros didáticos escolares. Neles, a imagem é usada como ilustração do bandeirantismo. Ela aparece, assim, sem contexto de como foi produzida e ganha o tom ilustrativo, tornando-se um objeto histórico. Ainda segundo as autoras:
Esses elementos visuais têm recorrência em todas as variações levadas a cabo pela vasta gama de cópias e recriações, transformando o específico (o bandeirante Domingos Jorge Velho) em um tipo bandeirante, versátil o suficiente para indicar fatos históricos, e evocar associações de cunho ideológico e teleológico.
Contudo, outro significado possível da encomenda era simbolizar a influência de São Paulo na história do principal polo econômico do Brasil na época: a região Nordeste, onde se localizava o quilombo de Palmares.
Porém, a questão racial tornou-se um assunto polêmico. Havia, por um lado, o resgate a um período de glória, mas que ainda lembrava o certo triunfo dos negros moradores do quilombo em resistir às tropas por tanto tempo. O outro era quanto a representar Jorge Velho e Abreu como brancos. Alguns historiadores paulistas da época, por exemplo, defendiam a miscigenação entre os colonos e indígenas como um dos aspectos positivos da região.
Contudo, Benedito Calixto não se especializou na temática bandeirante, sendo a única pintura de sua vida dedicada ao tema. Somente outra obra sua, o vitral Epopéia dos Bandeirantes na Bolsa do Café, em Santos, recupera o período.